# Glaciar de Aletsch
O glaciar de Aletsch (em alemão:  Aletschgletscher mas também conhecido por Jungfraufirn) é o maior glaciar dos Alpes tendo uma superfície de mais de 120 km². Entre o cantão de Berna  e o cantão de Valais da Suíça, nos chamados Alpes Berneses,  na sua descida o glaciar rodeia o sul do Jungfrau entrando no vale do Ródano Superior.
Na sua extremidade oriental, a 2 350 m de altitude, situa-se um lago glaciar, o lago Marjelen.
A Oeste situa-se o Aletschhorn (4195 m), que foi escalado pela primeira vez em 1859.  O rio Ródano flui pela encosta sul destas montanhas e vai desaguar no Mediterrâneo.
O Glaciar de Aletsch é um dos componentes do  sítio natural Jungfrau-Aletsch-Bietschhorn que faz parte do Património Mundial da UNESCO desde 2001.

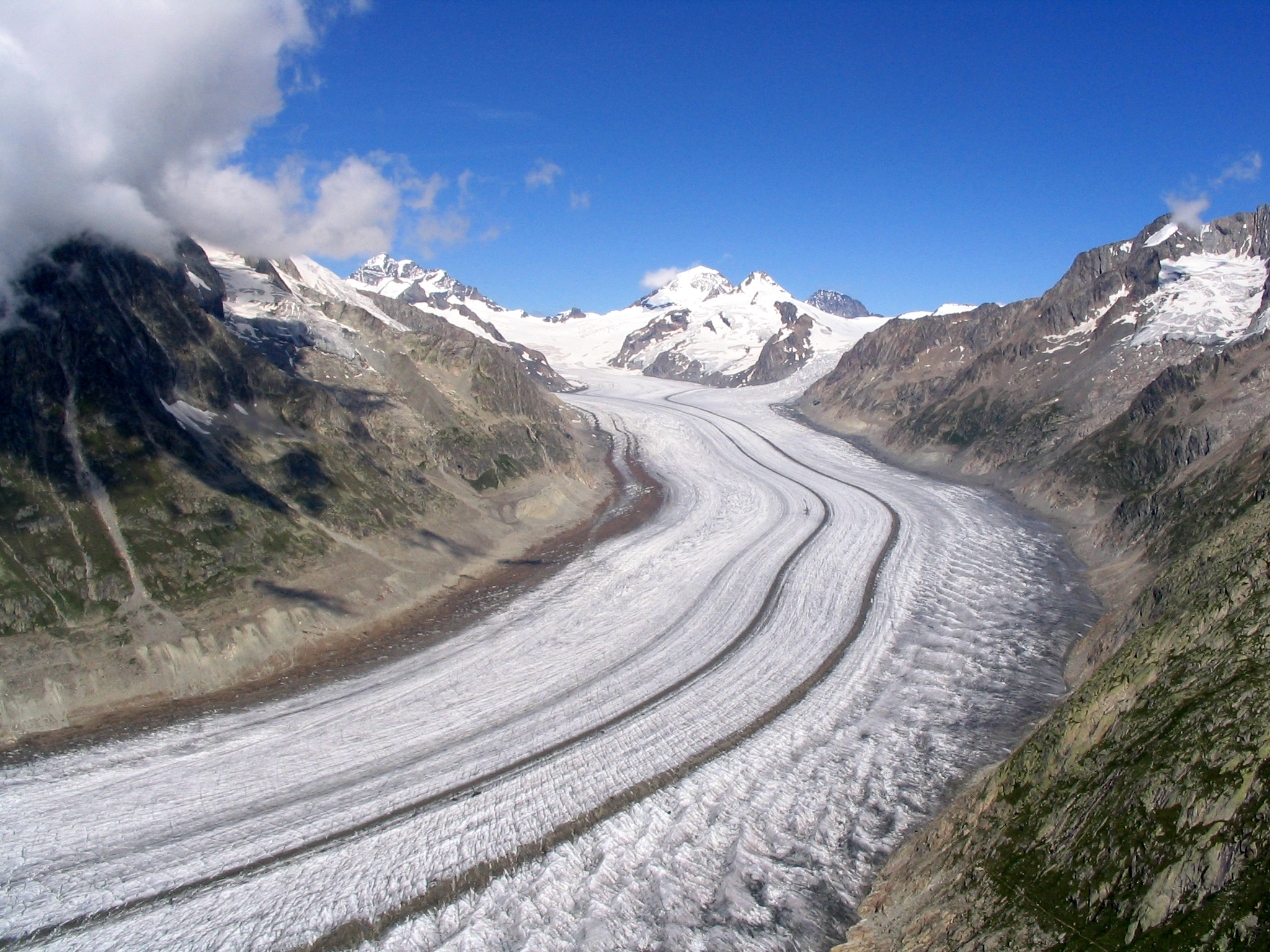
Glaciar de Aletsch com as morenas